# Encs

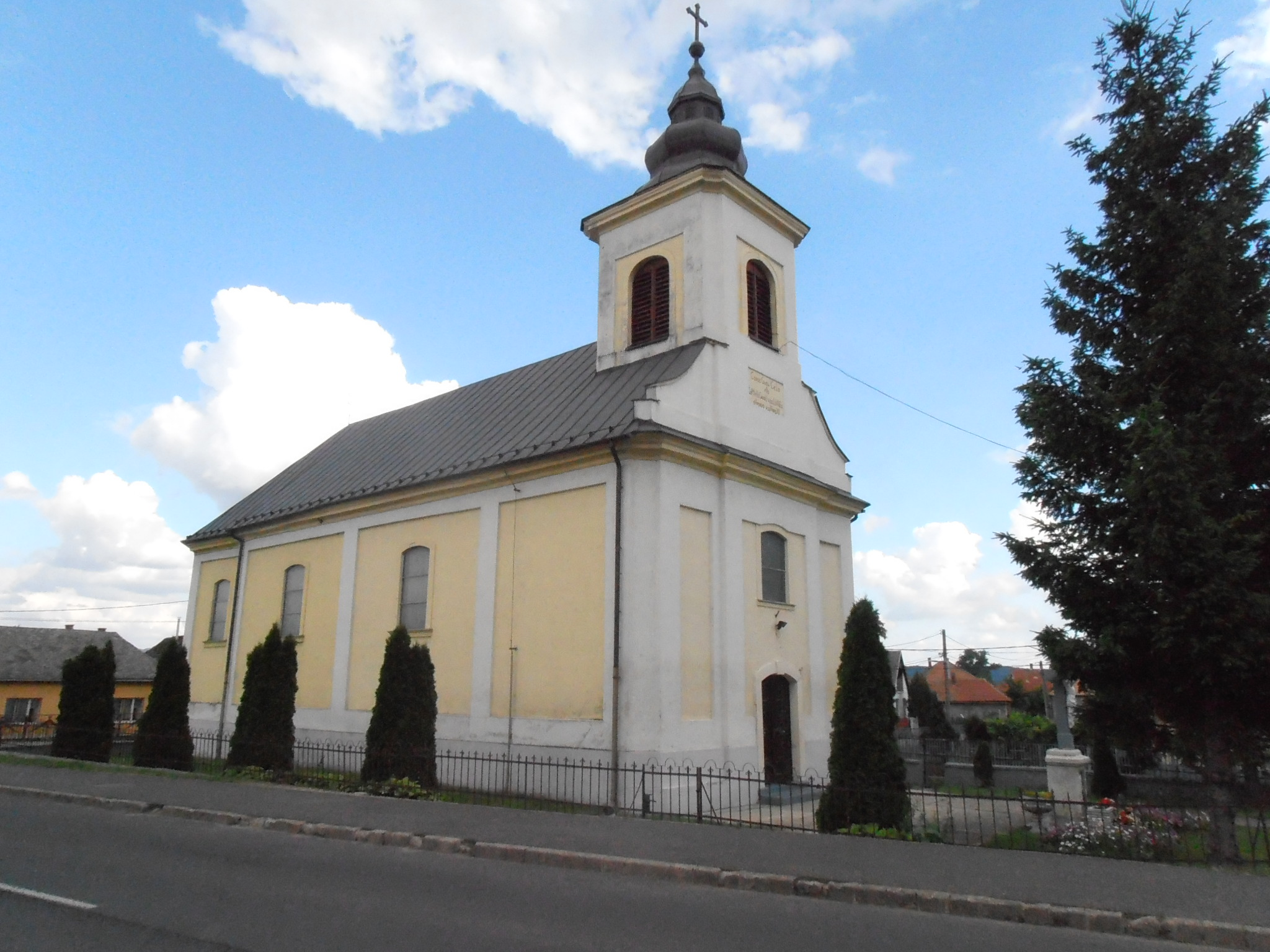
Az encsi Munkás Szent József római katolikus templom

Encs (szlovákul: Enča vagy Enč) város Borsod-Abaúj-Zemplén vármegyében, az Encsi járás központja.

## Fekvése
A Hernád folyó völgyében fekszik, a megyeszékhely Miskolctól körülbelül 40 kilométerre északkeletre. Nyugatról a Cserehát, keletről a Zempléni-hegység határolja.
Különálló településrészei: Abaújdevecser, a központtól mintegy 1,5-2 kilométerre északnyugatra, illetve Fügöd, hasonló távolságra délre.
A közvetlen szomszédos települések: észak felől Szalaszend, északkelet felől Méra, kelet felől Abaújkér és Gibárt, délkelet felől Hernádbűd és Pere, nyugat felől Forró, északnyugat felől pedig Fancsal és Fáj. Dél felől a legközelebbi település Hernádszentandrás, délnyugat felől pedig Ináncs, de a közigazgatási területe közvetlenül egyikkel sem határos.

### Megközelítése
Közúton a legegyszerűbben az M30-as autópályán, illetve a 3-as főúton közelíthető meg; utóbbiból itt ágazik ki keleti irányban a Tokaj térsége felé vezető 39-es főút. Baktakékkel a 2625-ös, Inánccsal és Mérával a 3706-os út köti össze, Abaújdevecserre pedig a 26 149-es számú mellékút vezet.
A hazai vasútvonalak közül a várost a Miskolc–Hidasnémeti-vasútvonal érinti, melynek egy megállási pontja van itt. Forró-Encs vasútállomás a belváros keleti részén helyezkedik el, a 39-es főút és a 3706-os út keresztezésétől nem messze, közúti elérését ez utóbbi út biztosítja.

## Története

### A középkortól a 19. század végéig
Encs térségében az eróziós-deráziós völgyekkel tagolt alacsony hegylábfelszíneken, a teraszokon és a völgytalp ármentes homokszigetein a neolitikumban kisebb-nagyobb települések létesültek. A letelepült neolitikus közösségek komplex termelőgazdálkodást folytattak, földet műveltek, állatokat tartottak, kő- és csontszerszámokat, agyagedényeket készítettek, fontak és szőttek. Erre utaló leletek a város térségéből is kerültek elő. A termelő gazdálkodást folytató őstársadalmak a Hernád és a kisebb mellékpatakok halászatával, a folyóvölgyben és környékén vadászattal és az gyűjtögetéssel is foglalkoztak. A bronzkori régészeti lelőhelyek többnyire a Hernád-árok peremén vagy az ármentes homokszigeteken – mint Encs egyik településrésze, Fügöd is – találhatók. A termelő gazdálkodást folytató embercsoportok az állatok legeltetésére a Hernád által öntözött ártéri területeket is hasznosították.
Encs területén már hatezer évvel ezelőtt település állt. Az államalapítás után Újvár vármegye része lett. Encs neve az újvári ispán poroszlójának a nevében tűnik fel először, első írásos említése Hensy néven 1219-ből származik. A Tomai család őse, Tekus ispán vásárolta meg a térség földjeit, de V. István elvette tőle. Tekus fia, István aztán IV. Lászlótól kapta vissza. Az adományozó levélben a település nevét Enchnek írták. A 14. században a tornai váruradalom része. Zsigmond király csereadományként 1409-ben Özdögei Besenyő Pálnak és Sáfár Istvánnak adta a települést. 1450-ben Olnadi Czudar János familiáriasaival megrohamozta a jobbágyok lakta települést. Később hosszú ideig a tornai uradalom részeként szerepelt a település. Egyházi birtokba soha sem került.
A 16. században fejlődésnek indult települést. jobbágyai újabb területeket vontak művelés alá. 1564-ben malmáról és élénk kereskedelméről is vannak feljegyzések. A szomszédos település, Forró már a 16. század közepén református lett, ebben Encs is követte. 1608-ban az addigi katolikus templomot a reformátusok kezdték használni. Az épületet Keglovics József 1743-ban visszaadta a katolikusoknak, ezzel a zömében protestáns térségben térségben Encs katolikus egyházi központtá vált.
Eger eleste után a török nem kímélte, rendszeresen sarcolta az itt élőket, a hódoltsági területekről át-átcsapva többször is kifosztották a települést. A zaklatások következtében a település meghódolt a töröknek, de magas adóterhek miatt a jobbágyok jelentős része elhagyta a falut, 1648-ra a teleknek csak a nyolcada volt lakott.
A 17. század végén és a 18. század elején – a török elleni felszabadító hadjárat, a pestis és a szabadságmozgalmak következményeként – Hernád mentén a népesség nagyarányú pusztulása jellemző. Abaúj vármegye népessége 1711 körül mindössze 18–20 ezer főre tehető. A 18. században a Hernád-völgy ismét benépesült. A népesség-növekedésben és a gazdasági élet reorganizációjában jelentősek voltak a telepítések.
A Rákóczi-szabadságharc (1703–1711) ideje alatt a felvidéki hadjáratok állandó táborhelye volt. Méra mellett Encs vált a felvidéki hadjáratok állandó táborhelyévé. A fejlődésnek indult falut 1706-ban Rabutin generális dúlta fel, a jobbágyok búzásvermeit kifosztották, "a szalmás életekkel teljes csűröket és szénaboglyákat megemésztették". A község lakosai ismét elmenekültek, az 1705-ös összeírás már csak egy zsellér és egy jobbágy háztartás talált a faluban.
1720 körül Kassa környékéről telepítettek be szlovákokat Encsre és Forróra – a településeken ma is lakó Konecsni, Podráczki és Prokop családok őseit. A nyugodtabb években erőteljesen növekedni kezdett a lakosok száma, 1828-ra már elérte a 668 főt. Vályi András 1796-ban megjelent Magyar országnak leírása című könyvében Encset vegyes magyar és szlovák, római katolikus népességű településként írja le. Megjegyzi, hogy szőlőhegye nincsen, de termékeny, első osztályú erdőkkel, legelőkkel és rétekkel rendelkezik, illetve földesura gróf Keglevich.
A 18. században a Hernád ártéri erdős területe az állattenyésztés színtere volt. A Hernád folyót és kisebb szakaszokban a Bársonyost is puhafás ligeterdők szegélyezték. Encsnél nagy, összefüggő erdőségek is voltak. A szántóföldi gazdálkodást a domb- és hegylábfelszíneken, és -lejtőkön, a teraszokon és a lejtőfolyamatok által átalakított teraszfelszíneken folytatták. A hegyláblejtőkön szőlőskertek és kisebb mértékben gyümölcsösök gazdagították a kultúrtájat. A környezet- és erőforrás-használatban az Árpád-korban kialakított formák és módszerek éltek tovább.
Fényes Elek 1851-es Magyarország geographiai szótára 598 fős római katolikus, 5 fős evangélikus, 60 fős református és 9 fős zsidó népességet ad meg. A leírás szerint a falu rendelkezik római katolikus templommal, határát ő is első osztályúnak minősíti. Említést tesz a környékbeli földeket birtokló gróf Keglevich Jánosról is. Közel fél évszázaddal később Borovszky Samu már a Miskolc-Kassa vasútvonalat emeli ki. Ekkor Encs 140 házzal, illetve 806 magyar lakossal bírt. Vasútállomása, mely közvetlenül mellette épült fel, már ekkor is a Forró-Encs nevet viselte dacára annak, hogy Forró az országúton 4 kilométernyi távolságra található az épülettől. A vasútállomás postával és távíró állomással is rendelkezett, amelyek számos más környékbeli települést szolgáltak ki.

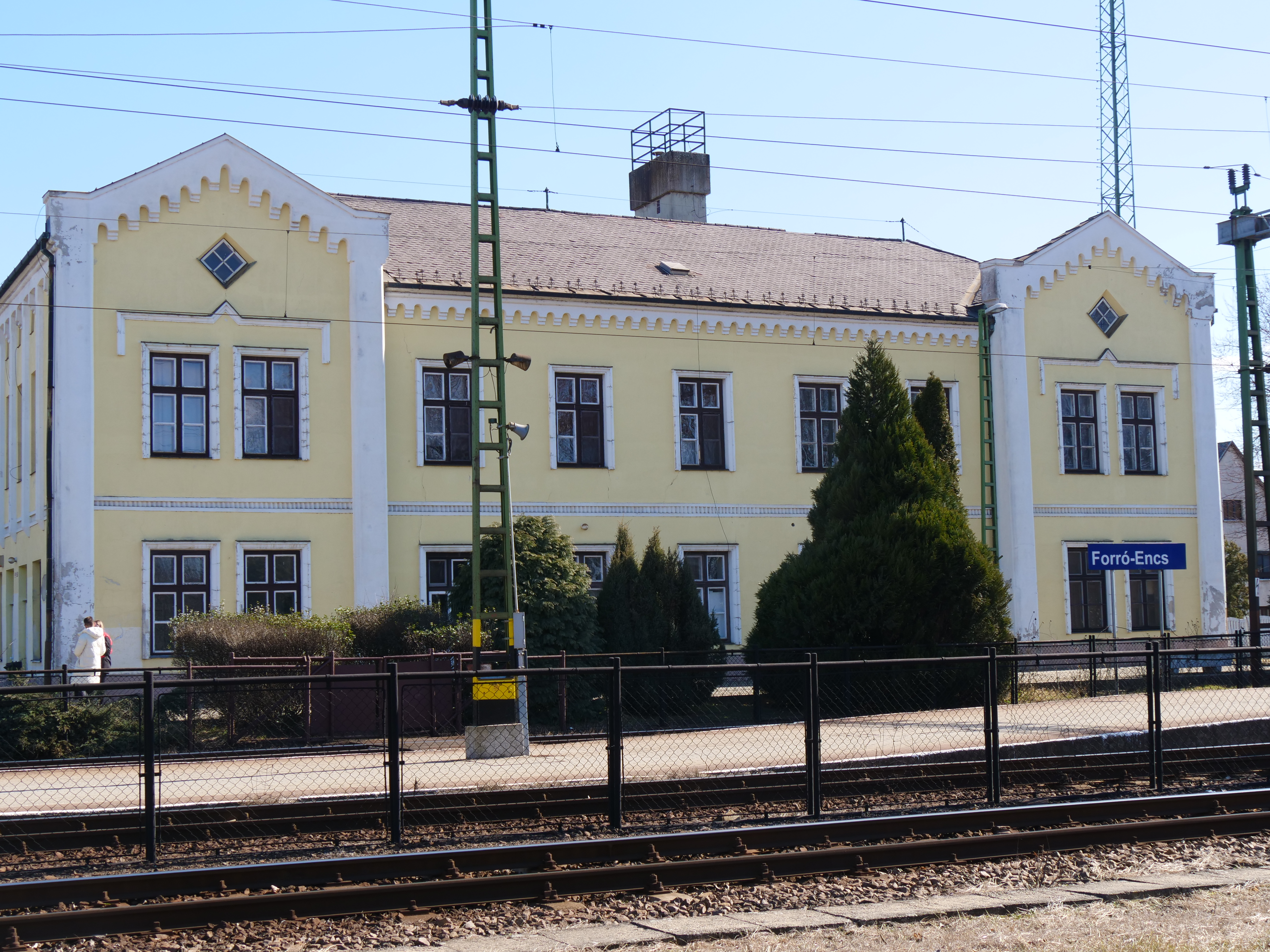
Forró-Encs vasútállomás

A 19. század közepétől a völgy gazdasági erővonal-jellege és a kisközpontok jelentősége fokozatosan csökkent Kassa és Miskolc erőterének növekedésével. Az igazán jelentős fejlődést az 1860-ban kiépített vasút hozta meg a településnek, amely felgyorsított a két megyeközpont fejlődését, élelmiszer- és mezőgazdasági nyersanyagigénye konjunkturális helyzetet teremtett a Hernád-völgyi agrárium számára. Az állatok és a termények szállítását a vasúti fuvarozás megkönnyítette és felgyorsította. A vasútvonalon négy terménybegyűjtő és -átrakóhely alakult ki nagy vonzásterülettel, ezek egyike Encs volt. A hagyomány szerint a vasúti pálya eredetileg Forró kertjei szerint húzódott volna, de a gazdák ezt nem engedélyezték. Tartottak a nyáron asztagba hordott gabona lángra lobbanásától, így a síneket Encs felé fektették le. Encsen épült meg a két település közös pályaudvara, megőrizve a kettős, Forró-Encs állomásnevet, mivel akkoriban Forró volt az ismertebb, nagyobb lélekszámú, 1280 lakossal rendelkező település.
1890-ben körülbelül ezer lakosa volt Encsnek, a leírások jelentős állattenyésztő helyként írják le a települést. Forró mezővárosi rangjának 1890-es megszűnésével ide helyezték át az országos állat- és kirakodóvásárt, amelyet évente hatszor tartottak meg. A hely fontosságát jelzi, hogy a településen már 1897-ben pénzintézet, az Encsi Takarékpénztár működött.

### 20. század
Encs központi fekvése azt is lehetővé tette, hogy 1919-ben a Tanácsköztársaság ideje alatt a belügyi népbiztos rendeletére járási székhellyé nevezzék ki. Mivel a település a trianoni békeszerződés után a kettészakadt Abaúj-Torna vármegye magyar területen maradt részének középpontjában fekszik, ezért az ezt követő évtizedekben folyamatosan fejlődött. Amikor Kassa helyett Szikszó lett Abaúj vármegye székhelye, pozíciója még jobban megerősödött. Az 1920-as évekre Encs lélekszáma meghaladta az 1160 főt, azaz száz év alatt megduplázta népességét. Abaúj vármegye legdinamikusabban fejlődő községe lett, amíg az akkori megyeszékhely lakosságának növekedése tíz év alatt 8% volt, addig Encsé ugyanebben az időben 39%. Első világháborús vesztesége 19 fő volt.
A két világháború között a földek jelentős többsége nagybirtokosok kezén volt, a település lakosságát mellettük kisbirtokos parasztok, jobbágyok, zsellérek, kereskedők tették ki. Ipari üzem ekkoriban nem volt a községben, megtartotta viszont kereskedelmi központ jellegét, a lakosság létszámához viszonyítva aránytalanul magas volt a kereskedelmi egységek száma. Ennek is köszönhetően 1944-ben 152 zsidó származású encsit hurcoltak el, aki valamennyien kereskedő családok tagjai voltak. A településen gyűjtötték össze a régióból összeszedett zsidókat, és marhavagonokban innen szállították őket tovább Kassára. 

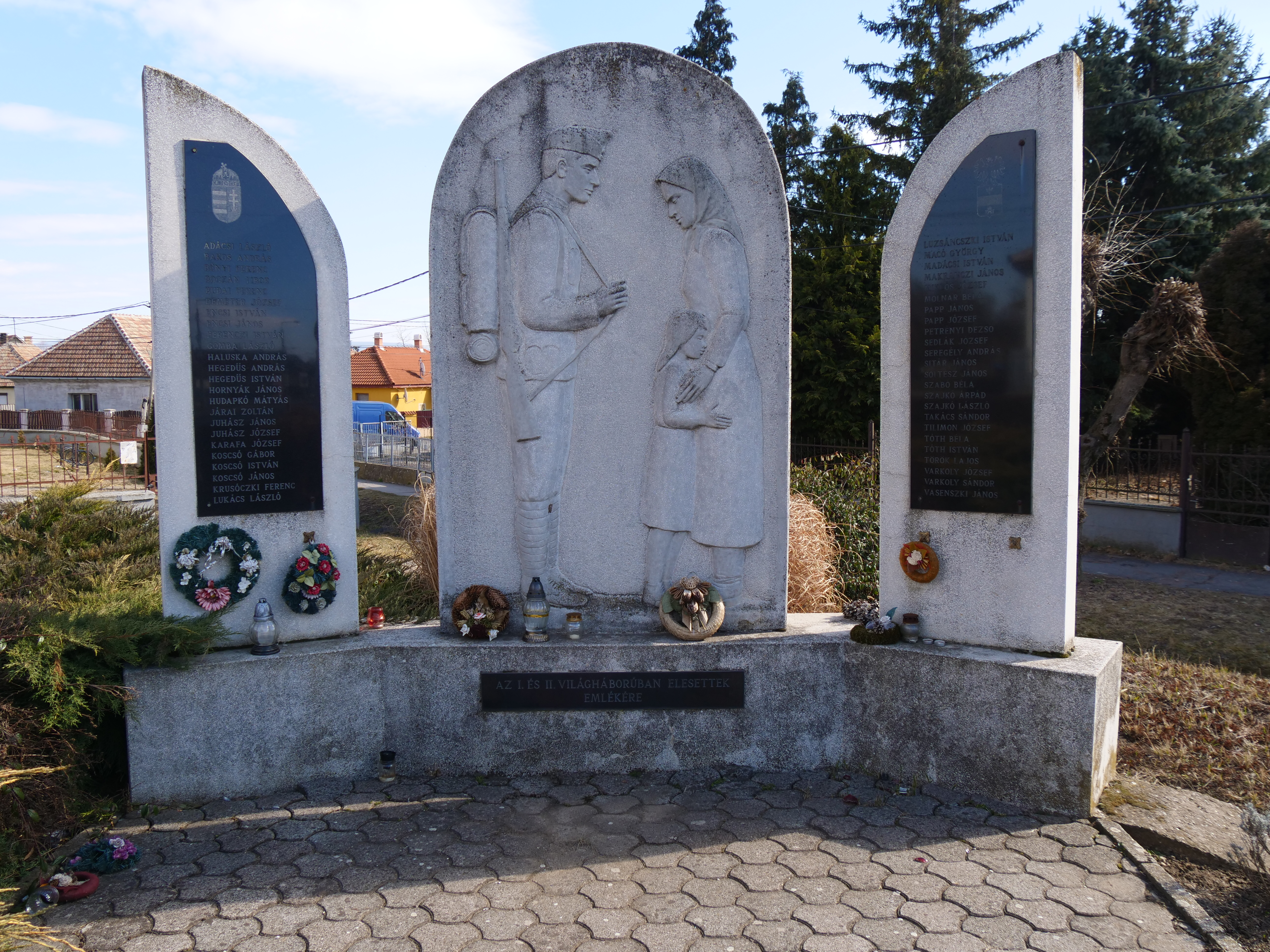
Emlékmű a világháborúk encsi áldozatainak

A Felvidék és Kassa 1938-as visszacsatolását követően Encs elveszítette járási szerepkörét, mivel Szepsibe (Moldava nad Bodvou) került a székhely. Rangját csak 1945-öt követően kapta vissza. A község 1944. december 16-án harcok nélkül szabadult fel, mivel a németek kiürítették a helységet, egységeiket kivonták a térségből.
A két világháború erőfeszítéseiből a település is kivette a részét. A hadba vonultak közül hősi halált halt Adácsi László, Bakos András, Bényi Ferenc, Boczán Tibor, Budai Ferenc, Demeter József, Encsi István, Encsi János, Ferenczi István, Gomba László, Haluska András, Hegedűs András, Hegedűs István, Hornyák János, Hudapkó Mátyás, Járai Zoltán, Juhász János, Juhász József, Karafa József, Koscsó Gábor, Koscsó István, Koscsó János, Krusóczki Ferenc, Lukács László, Luzsánszki István, Macó György, Madácsi István, Makranczi János, Miklós József, Molnár Béla, Papp János, Papp József, Petrényi Dezső, Sedlák József, Seregély András, Sitár János, Soltész János, Szabó Béla, Szajkó Árpád, Szajkó László, Takács Sándor, Tilimon József, Tóth Béla, Tóth István, Török Lajos, Varkoly József, Varkoly Sándor, Vasenszki János.
1945-ben megalakult az MKP helyi szervezete, megtörtént a földosztás. Első óvodája már 1948-ban megnyitotta kapuit. Az 1952-ben alakult termelőszövetkezet jó munkája elismeréséül a település elnyerte a termelőszövetkezeti község címet. Időközben TÜZÉP-telep, ÁB- fiók, TBC gondozó intézet, OTP-fiók, sütőüzem, MNB-fiók, AKÖV kirendeltség létesül, és megnyílt az első bölcsőde.
A járási közigazgatás ottléte rendkívül sokat jelentett a településnek. Itt működött a Járási Rendőrkapitányság, 1956-ig az Államvédelmi Hatóság és Begyűjtési Hivatal helyi szervezete, a Járási Földhivatal, a Vízügyi Igazgatóság és más hivatalok. Közel ötszáz fős közhivatali munkavállaló dolgozott ezekben a hivatalokban. A tisztviselők lakással történő ellátására épült az első, többszintes, 12 lakásos bérház a község főutcáján. 1962-ben az encsi járás lényegében bekebelezte az Abaújszántói és Szikszói járásokat is, ezzel elindult a település látványos fejlődése. Abaúj megmaradt területének 82 községét innen irányították, az új Encsi járás lett az ország legnagyobb járása. A megnövekedett járási feladatok ellátására újabb tisztviselőket alkalmaztok, számukra újabb bérlakásokat építettek. 

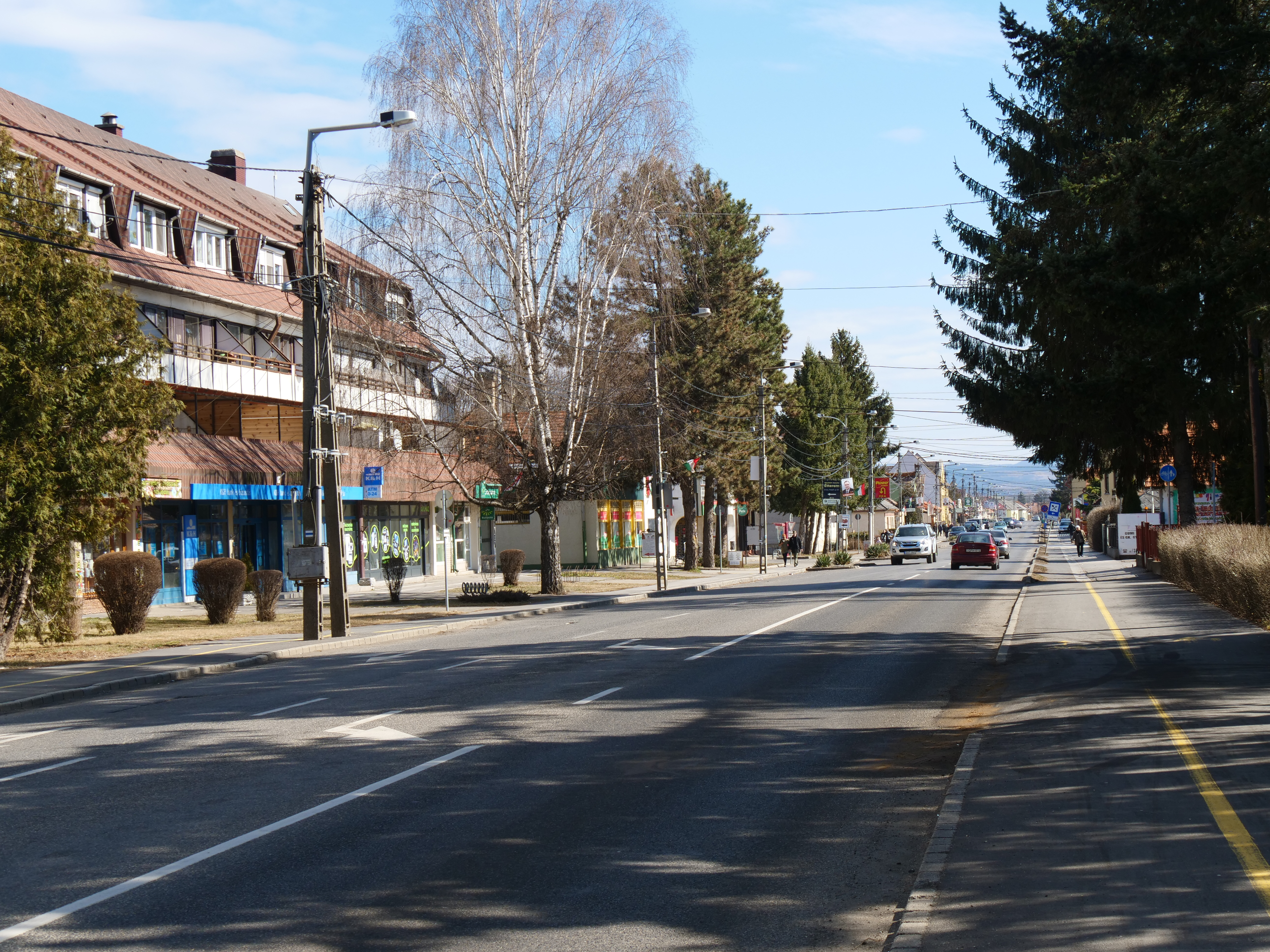
A település főutcája

A lakosok száma 1962-ben 1650 fő volt. Encs Abaújdevecser, Fügöd és Gibárt községgel 1966-ban közös tanácsot hozott létre, 1970-ben nagyközségi rangot kapott. A kedvező építkezési feltételek, az olcsó építkezési anyagok, a hitelek miatt a járás kistelepüléseiből sokan itt telepedtek el és építettek házakat. Új lakótelepek épültek: József Attila, Fügödi, Déli. Az 1980-as évek elejéig mintegy 55 községből költöztek ide új lakók, ami az abaúji falvak elsorvadásával járt együtt. 1965 és 1980 között évente 120-140 magánerős lakóház, illetve 50-60 állami bérlakás épült Encsen.
A miskolci agglomeráció fokozatosan kiterjedt Encs körzetére, ahol nemcsak a népességszám növekedett, a lakosság foglalkozási megoszlása is megváltozott. A Hernád-völgy népessége 1850-től 1920-ig 45 000-ről 52 000-re, 1920-tól 2001-ig viszont már mindössze 62 000-re növekedett. A terület központjává fejlesztett Encsen a népesség száma 1949 és 2001 között csaknem megduplázódott és az ezredfordulóra meghaladta a 7000 főt. A modernizációs folyamatok eredményeként a lakosság foglalkozási szerkezete is alapvetően megváltozott. 1941-ben a térség népességének 76%-a még a mezőgazdaságból élt. A 2001. évi statisztikai adatok szerint a lakosságnak már csak 8,1%-a foglalkozott mezőgazdálkodással, a többi az iparban (29,7%) és a szolgáltató ágazatokban (62,2%) talált megélhetést. A Hernád-völgy települései közül először a legdinamikusabban fejlődő Encs városi rangot kapott.
A Magyar Népköztársaság Elnöki Tanácsa 1984. január 1-én nyilvánította várossá Encset, ezzel egyidejűleg hozzácsatolták Abaújdevecser, Fügöd és Gibárt községeket, az utóbbi azonban 2006-ban ismét önálló községgé alakult. Ehhez szükséges volt a várossá minősítés feltételeinek teljesítése. Valamennyi addig megépült utat aszfalborítással látták el, az egész városban kiépült a vízvezetékrendszer, szennyvíztisztító és minden utcában járda épült, kiépült az egészségügyi hálózat. A várossá minősítés időszakában Encsen két általános iskola, egy gimnázium, Abaúj első középiskolája, diákotthon óvoda, bölcsőde szakmunkásképző iskola, könyvtár és művelődési központ volt található. A várossá avatási ünnepségen Lázár György miniszterelnök adata át a város első tanácselnökének a várossá nyilvánítási oklevelet.
Méretéhez képest a városban sok iskola működik. A Kazinczy Ferenc Általános Iskola és Művészeti Alapiskola nyolc tantermes épületét Horváth Zoltán tervezte, belsőépítésze Máté János volt. Az iskola a tervezett városközpont egyik elemeként a település szélén, egy kukoricatábla közepén épült fel. Az iskola főbejárata a város egyik hangulatos, családi házas beépítésű, fasorokkal szegélyezett utcájáról közelíthető meg. A tantermi, a tornaterem és a konyhaéttermi szárnyat egy három szint magas, egylégterű, galériás aula szervezi egy épületegységgé. Tetőszerkezete hagyományos fa fedélszék.

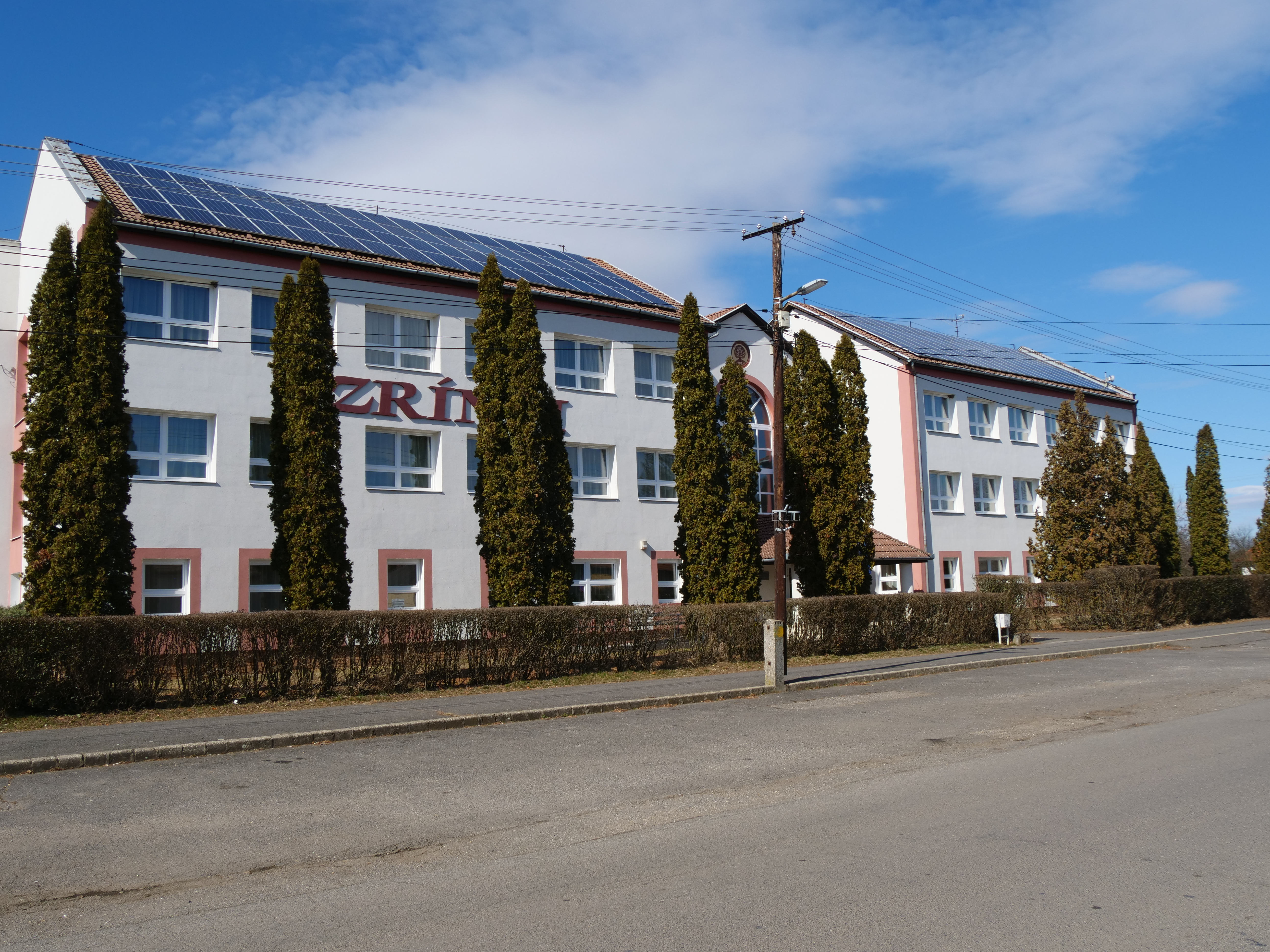
Zrínyi Ilona Általános Iskola és Alapfokú Művészeti Iskola

Az Encsi Aba Sámuel Szakképző iskola elődje az 1954-ben Szikszón alakult 148. számú Ipari Szakmunkásképző Intézet volt. Feladata az volt, hogy képzett szakmunkásokkal lássa el a járás és a városkörnyék üzemeit. Az iskola 1971-ben került át Encsre, akkor már úgy, mint a 101. számú Ipari Szakmunkásképző Iskola Kihelyezett Iskolája. Az iskola rövidesen megkapta a régi katolikus iskola épületét, három szakmában mintegy 120-140 szakmunkástanulót képeztek ekkor. 1983-ban az iskolavezetőn kívül hét tanár és négy szakoktató dolgozott az iskolában. A szakmák száma ekkor öt volt, kárpitos, bútorasztalos, géplakatos, mezőgazdasági-gépszerelő, kőműves. 1986-ban férfiruha-készítő szakmával, az akkor idetelepült ruhagyárra alapozva, majd az ács szakmával bővült a képzési profil. 1990-ben alakult meg önálló intézményként az iskola mint Encsi Szakmunkásképző Iskola, a fenntartó az encsi önkormányzat lett.
A szocializmusban jellemző népességgyarapodás a rendszerváltást követően folytatódott, 2005-ben érte el csúcsát 7109 fővel. 2021. január 1-én 6127 fős volt Encs lakónépessége. A 2011. évi népszámlálás alkalmával a lakosság 93%-ban magyarnak, 17,8%-ban cigánynak, 0,2%-ban németnek, 0,1%-ban szlováknak, 0,1%-ban románnak, 0,1%-ban ukránnak, 0,4%-ban egyéb nemzetiségűnek vallotta magát, míg a megkérdezettek 6,9%-a nem kívánt válaszolni. Vallását tekintve a lakosság 54%-a volt római katolikus, 18,2%-a református, 7,4%-a görögkatolikus, 1,5%-a evangélikus, 0,5%-a pedig egyéb felekezetű. 4,4% volt azoknak az aránya, akik felekezeten kívüliként határozták meg magukat, 14% pedig nem élt a válaszadás lehetőségével.
| Főbb közigazgatás-történeti adatok 1900 óta | Főbb közigazgatás-történeti adatok 1900 óta |
| ------------------------------------------- | ------------------------------------------- |
| Rangja                                      |                                             |
| 1950-ig                                     | kisközség, körjegyzőségi székhely           |
| 1950–1966                                   | önálló tanácsú község                       |
| 1966–1970                                   | községi közös tanács székhelye              |
| 1970–1983                                   | nagyközségi közös tanács székhelye          |
| 1984 óta                                    | város                                       |
| Hozzá tartozó települések                   |                                             |
| 1984 óta                                    | Abaújdevecser, Fügöd                        |
| 1984–2006                                   | Gibárt                                      |
| Társközségei                                |                                             |
| 1966–1983                                   | Abaújdevecser, Fügöd, Gibárt                |
| Területi beosztása                          |                                             |
| 1921-ig                                     | Abaúj-Torna vármegye, Szikszói járás        |
| 1921–1938                                   | Abaúj-Torna vármegye, Encsi járás           |
| 1938–1939                                   | Abaúj-Torna vármegye, Cserehát-encsi járás  |
| 1939–1945                                   | Abaúj-Torna vármegye, Szikszói járás        |
| 1945–1950                                   | Abaúj vármegye, Encsi járás                 |
| 1950–1983                                   | Borsod-Abaúj-Zemplén megye, Encsi járás     |
| 1984–2022                                   | Borsod-Abaúj-Zemplén megye                  |
| 1994–2014                                   | Borsod-Abaúj-Zemplén megye, Encsi kistérség |
| 2013–2022                                   | Borsod-Abaúj-Zemplén megye, Encsi járás     |
| 2023–                                       | Borsod-Abaúj-Zemplén vármegye, Encsi járás  |
| Központi szerepköre                         |                                             |
| 1921–1938                                   | Encsi járás székhelye                       |
| 1945–1983                                   | Encsi járás székhelye                       |
| 1984–1990                                   | Encsi városkörnyék központja                |
| 1994 óta                                    | Encsi kistérség központja                   |
| 2013 óta                                    | Encsi járás székhelye                       |

## Közélete

### Polgármesterei
| Polgármester | Polgármester      | Polgármester      | Megjegyzés |
| ------------ | ----------------- | ----------------- | ---------- |
| 1990–1994    | Krózser János     | FKgP-MDF-SZDSZ-VP |            |
| 1994–1998    | Gulyás Zoltán     | MDF-FKgP-KDNP     |            |
| 1998–2002    | Dr. Menyhért Béla | független         |            |
| 2002–2006    | Bratu László      | független         |            |
| 2006–2010    | Bratu László      | független         |            |
| 2010–2014    | Bratu László      | független         |            |
| 2014–2019    | Szeles András     | Fidesz–KDNP       |            |
| 2019–2024    | Mikola Gergely    | független         |            |
| 2024–        | Mikola Gergely    | független         |            |

### Díszpolgárok
- Farkas Géza (1874–1950) huszáralezredes, földbirtokos, a Tiszáninneni református egyházkerület főgondnoka, országgyűlési képviselő, felsőházi tag.[24]

## Népesség
A település népességének változása:
| Lakosok száma | 6500 | 6484 | 6254 | 6141 | 6165 | 6147 |
|               | 2013 | 2014 | 2018 | 2022 | 2023 | 2024 |

2001-ben a település lakosságának 70%-a magyar, 18%-a cigány nemzetiségűnek vallotta magát.
A 2011-es népszámlálás során a lakosok 93%-a magyarnak, 17,8% cigánynak, 0,2% németnek mondta magát (6,9% nem nyilatkozott; a kettős identitások miatt a végösszeg nagyobb lehet 100%-nál). A vallási megoszlás a következő volt: római katolikus 54%, református 18,2%, görögkatolikus 7,4%, evangélikus 1,5%, felekezeten kívüli 4,4% (14% nem nyilatkozott).
2022-ben a lakosság 86,4%-a vallotta magát magyarnak, 14,6% cigánynak, 0,3% szlováknak, 0,2% németnek, 0,1% bolgárnak, 1,1% egyéb, nem hazai nemzetiségűnek (13,4% nem nyilatkozott; a kettős identitások miatt a végösszeg nagyobb lehet 100%-nál). Vallásuk szerint 38,9% volt római katolikus, 13,4% református, 6,4% görög katolikus, 1,3% evangélikus, 0,6% egyéb keresztény, 6,8% felekezeten kívüli (32,3% nem válaszolt).

## Nevezetességei
- Szent István király római katolikus temetőkápolna. A kápolna barokk stílusban, 1751-ben épült, Abaújdevecseren található. Berendezésé népies barokk stílusjegyeket mutat.[27]
- A munkás Szent Józsefnek szentelt római katolikus templom. A későbarokk stílusú templom 1785-ben épült, műemléki védelem alatt áll 1044 törzsszámon, illetve 2737 KÖH azonosítószámon. Berendezései közül a gyöngyházberakásos fafeszület és a pad rokokó stílusú.[28]

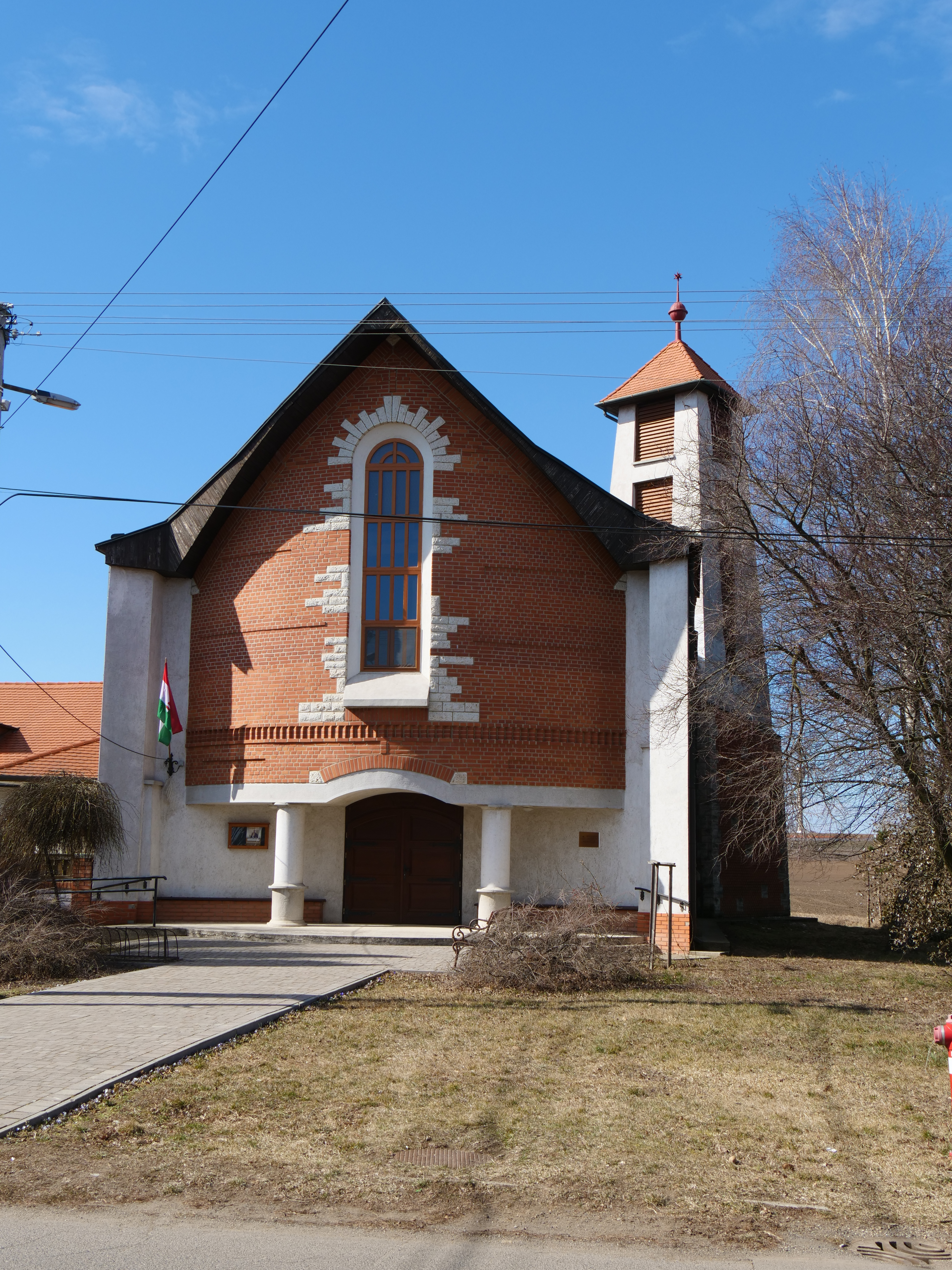
Református templom

- Református templomFügödi református templom, 1870. Az 1595-ös összeírás szerint temploma már református volt, majd 1731-ben említenek egy paticsfalú templomot. A fügödiek 1802-ben bővítették, majd 1868-ban lebontották templomukat. A jelenlegi épületet 1869-70-ben építették fel a déli, homlokzat előtti 18 méter magas tornyával együtt. 1950-ben megemelték a falakat, ugyanakkor teljesen át is építették a templomot. A belső tér mennyezete sík, vakolt. 180 ülőhely van benne, három harangja van. A 200 és 110 kg-osokat 1925-ben öntötték, mindkettő azonos felirata: „Az élőket hívogatom, a holtakat elsiratom. Isten dicsőségére öntötte a felső-alsó fügödi-encsi református egyház az 1925. évben.”[29]
- Református templom. Középkori kőtemplomát a 16. században a reformátusok vették birtokukba, de az ellenreformáció idején, 1743-ban azt visszavették a katolikusok, ekkor megszűnt a református egyház léte. A református hívek 1985-ben vásároltak egy régi lakóházat, abban tartották istentiszteleteiket. Modern stílust képviselő templomukat 1994-ben építették Horváth Zoltán tervei alapján. Az Encsi Református Egyházközség templomának 120 kilogrammos harangját Gombos Miklós készítette. Felirata: "Isten dicsőségére szüleink és a 33 évesen elhunyt Takács Antal József emlékére és a templomszentelés napjára öntöttek engem."[29][30]
- Szent Ősatyák görögkatolikus templom. 1996-ban épült Bodonyi Csaba építész tervei alapján. Az épület kivitelezésében egyszerre érvényesül a bizánci stílus és a modern építészet jellegzetességei.[31]
- Evangélikus templom. Simon Viktória tervezte, 2005-ben építették fel. A templom Encs város peremén, az 1980-as évekbeli, kontyolt nyeregtetős, kétszintes lakóházak sorában helyezkedik el. A falak burkolata tégla. Az emeleten két karzat, és egy kis gyülekezeti terem kapott helyet. A templomtér összesen 110 főt fogad be.[32]
- Anyukám mondta étterem. Az étterem 2014-ben elnyerte a Gault & Millau Magyarország Év étterme címét.[33]
- A településen áthalad az Országos Kéktúra.
- Kastélydomb. Encstől délre a Devecseri-patak képezte, Királydombnak illetve Kastélydombnak nevezett szigeten egy régi kastély, Encs egykori castellumának nyoma található. Molnár Endre 1935. évi megyemonográfiája csak azt közli róla, miszerint 1667-ben Encsen egy régi pusztuló kastélyt említenek, melyet nem sokkal később a császári csapatok megerősítettek és őrséggel láttak el. 1963-ban amikor a helyi termelőszövetkezet a Kastélydomb egy részét építkezéshez hordatta el, néhány középkori cserepet és kályhacsempe-töredéket találtak. Az encsi castellum feltehetően a 16. század második felében, vagy a 17. század elején épülhetett. Első említése 1621-ből való, amikor a tornai váruradalom összeírásában Encsen Móricz Márton szép kastélyát említik. 1671-ben már Káthay Ferenc birtoka, amelyet ebben az évben elkoboznak tőle a Wesselényi-összeesküvésben való részvétele miatt. A vizesárokkal, latorkerttel övezett, belül pedig tapasztott palánkkal kialakított épületegyüttesnek felvonóhidas kapuja volt. A belső épületek egy része téglából, nagyobb része fából épült. 1675-ben még német őrsége van a kastélynak. 1678-ban királyi adományként Keglevics Miklós kapta, majd az ő utód nélküli halálával 1682-ben a birtok Semsey Pálé lett. A 17. század végi összeírások már csak az elhagyott, romos, lerombolt kastélyt illetve annak helyét említik.[34]

### Köztéri szobrok
- 1956-os emlékfa. Nemes Sándor hejcei fafaragó alkotását 2004. október 23-án állították fel a Petőfi parkban. Az 1956-os emlékfa mellett egy ferdén metszett fatörzsre erősített réztáblán olvasható: "Az 1956-os forradalom és szabadságharc hőseinek és a megtorlás áldozatainak emlékére."
- A kommunizmus áldozatainak emlékére. Balogh Géza alkotását 2016-ban a Baross Gábor úton állították fel.
- Aba Sámuel. A bronzszobor Balogh Géza alkotása, a Millenium park központjában található, felavató ünnepsége 2001. augusztus 20-án volt. A kompozícióban a süttői mészkőből készült kettős oszlop a királyi palotát szimbolizálja. Aba király alakja bronzból, trónja bazaltból készült. Korábban ezen a helyen a Három tavasz című alkotás volt látható, mely ma a park egyik eldugott szegletében látható.
- Álló nő. Borsos István karcsú női alakot formázó kőszobra a Karitász Patika előtt áll. Az alkotás 1985-ben készült.
- Család. 1973-ban a Városi Tanács épülete előtti parkban állították fel Kiss István szobrát, ahol a fenyőfák növekedése miatt takarásba került, ezért 1988-ban áthelyezték a Kazinczy Általános Iskola mellé.
- Felhők fölé. A hét méter magas hegesztett acél térplasztika Szanyi Péter szobrászművész munkája, a vasútállomás mellett fekvő Kresz-parkban található. 1995-ben készült.

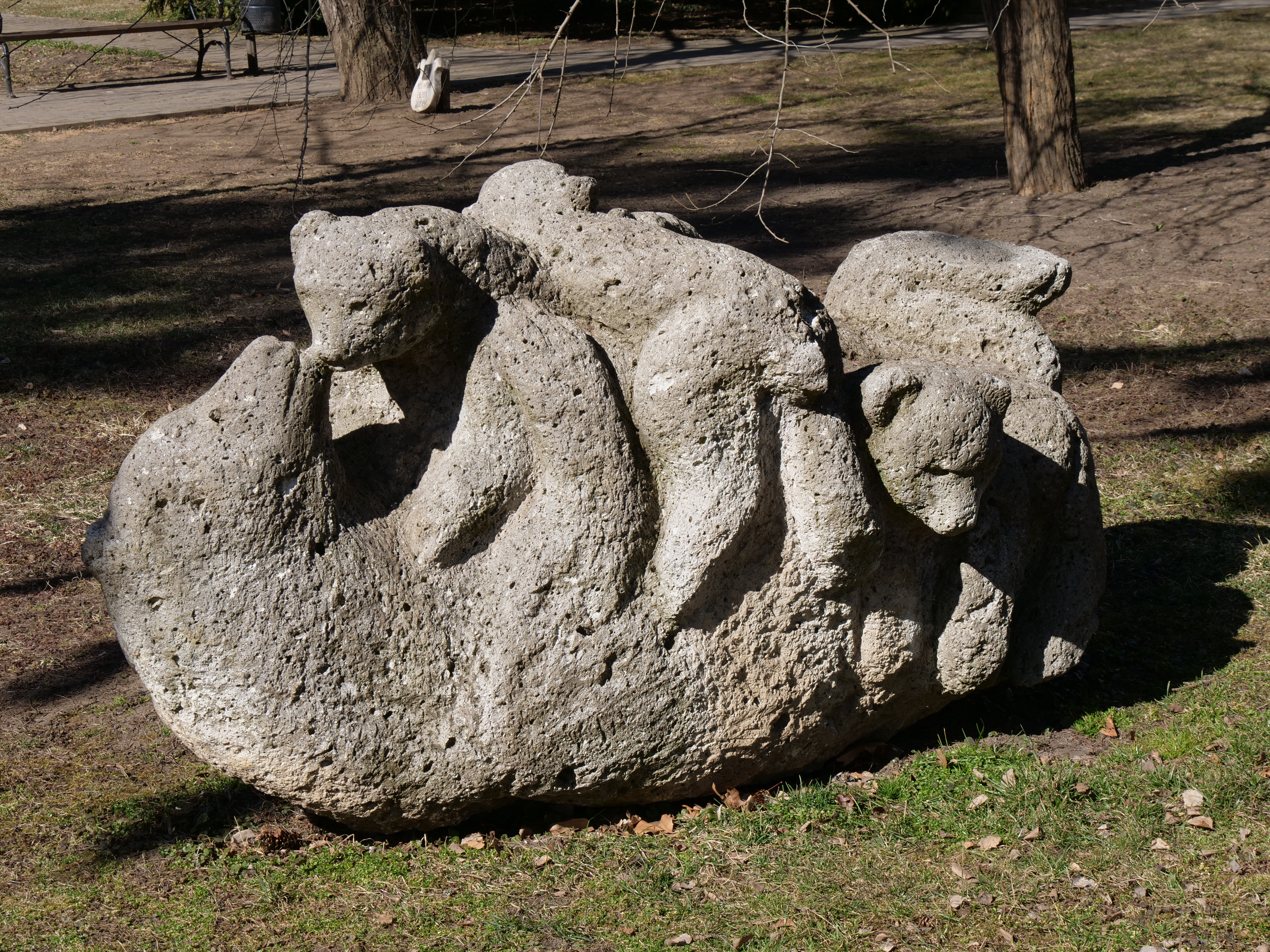
Medvecsalád, Borsos István alkotása

- Medvecsalád, Borsos István alkotásaHárom tavasz. A szoborcsoport a Milleniumi parkban látható. A vörösréz kompozíciót Kalló Viktor szobrászművész készítette 1985-ben. Az alkotás alakjai a magyar történelem három emlékezetes tavaszát szimbolizálják. Az egyik férfialak az 1948-49-es szabadságharc hős katonája, míg a mellette álló 1919 tavaszára emlékezik. A harmadik alak 1956 tavaszát, illetve a második világháború végét jelképezi.
- II. Rákóczi Ferenc mellszobra. Borsos István helyi szobrászművész munkája a Polgármesteri Hivatal parkjában áll. Posztamense korábban Lenin szobrának adott helyet, 2002-ben az erdélyi fejedelem kőből készült képmása került a talapzatra. A szobor Mányoki Ádám Rákóczit ábrázoló festménye alapján készült.
- Medvecsalád. Borsos István bocsaival játszó anyamedvét ábrázoló szobra a Polgármesteri Hivatal parkjában látható.
- Nagy Imre mellszobra. A félalakos szobor Balogh Géza szobrászművész munkája. A férfialak bronzból, a kompozíció háttere és talapzata süttői márványból készült. A Petőfi parkban avatták fel 2006. október 23-án.
- Napóra. Gulyás János és Borsos István alkotása Encs és Abaújdevecser városrész között, a 3-as számú főút mellett látható.
- Nyújtózkodó. Borsos István 2001-es, nyújtózkodó női alakot ábrázoló, mészkőből készült alkotása a Jókai úton áll.
- Petőfi Sándor mellszobra. Varga Éva szobrászművész 1998-as bronz alkotása a Városi Galéria frontján kialakított szoborfülkében láthatjuk.
- Pihenő nő. Borsos István női alakot formázó kőszobra a vasútállomás előtti parkban áll. Az alkotás 1995-ben készült.
- Szent Flórián. Borsos István mádi kőből kifaragott szoborfülkében, korabeli katona ruhában formázta meg Szent Flórián alakját. A 2014-ben felállított alkotás a helyi tűzoltóság udvarán áll.
- Vegyél az öledbe! Borsos István 1999-es alkotása a Jókai úton áll. A szobron egy kisgyermek kapaszkodik az édesanyjára.

(Forrás: Köztérkép, Városom)

## Testvérvárosok
- Gelence, Románia
- Bad Dürrenberg, Németország
- Szepsi, Szlovákia
- Kępno, Lengyelország

## Média
- Televízió: Encsi TV
- Rádió: Szent István Rádió – FM 95,4 MHz

## Képgaléria

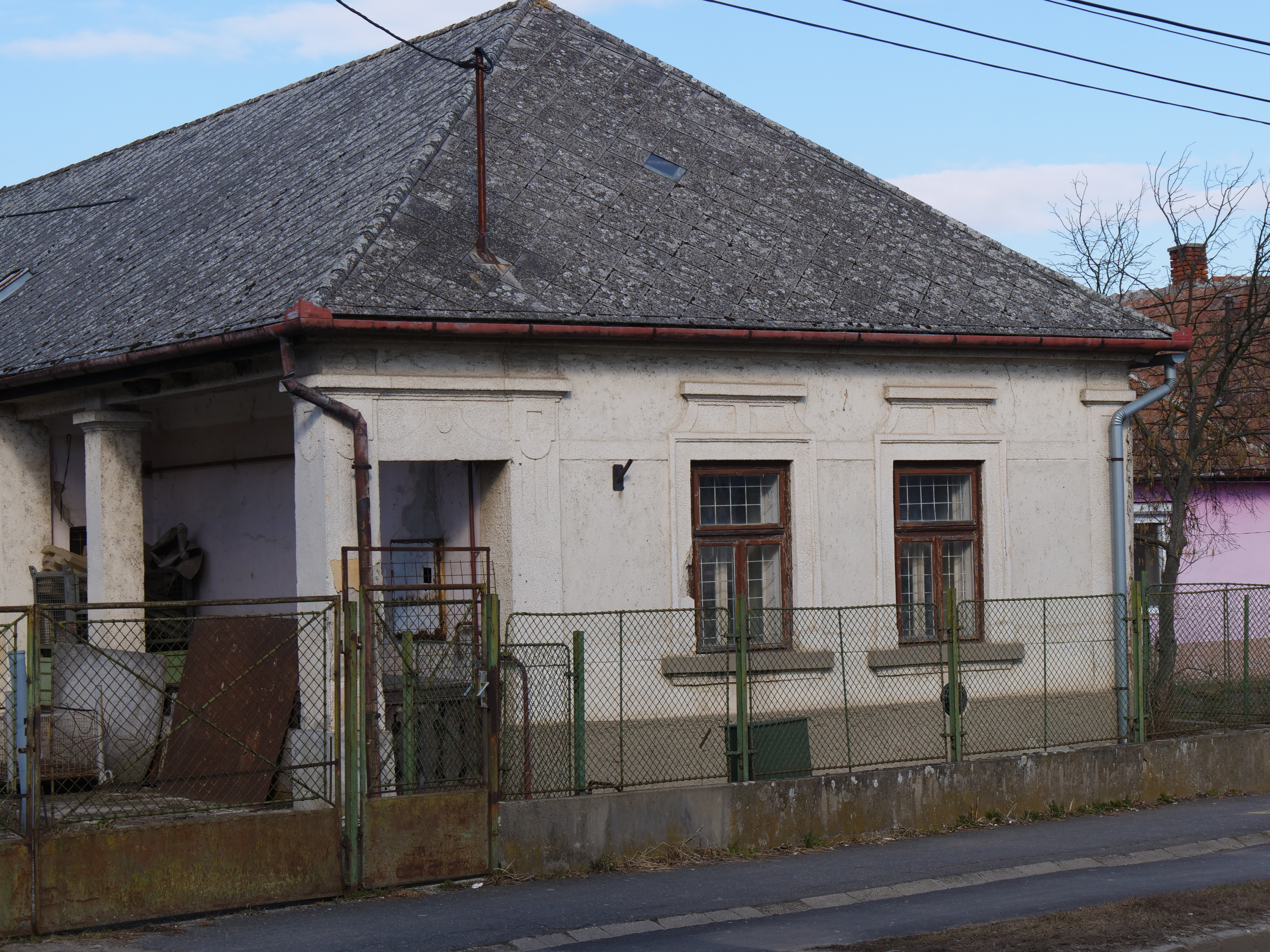
Népi lakóház
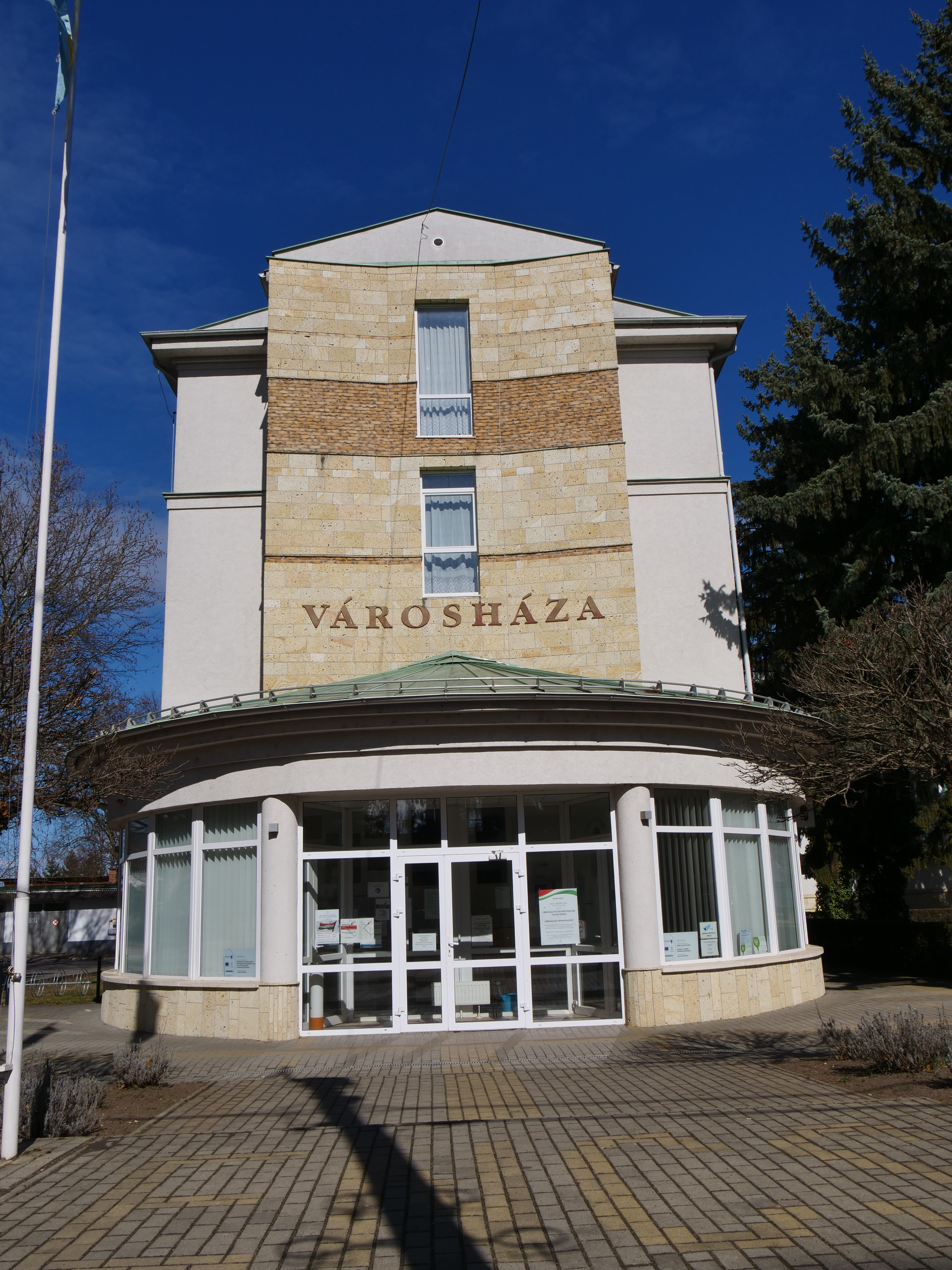
Városháza
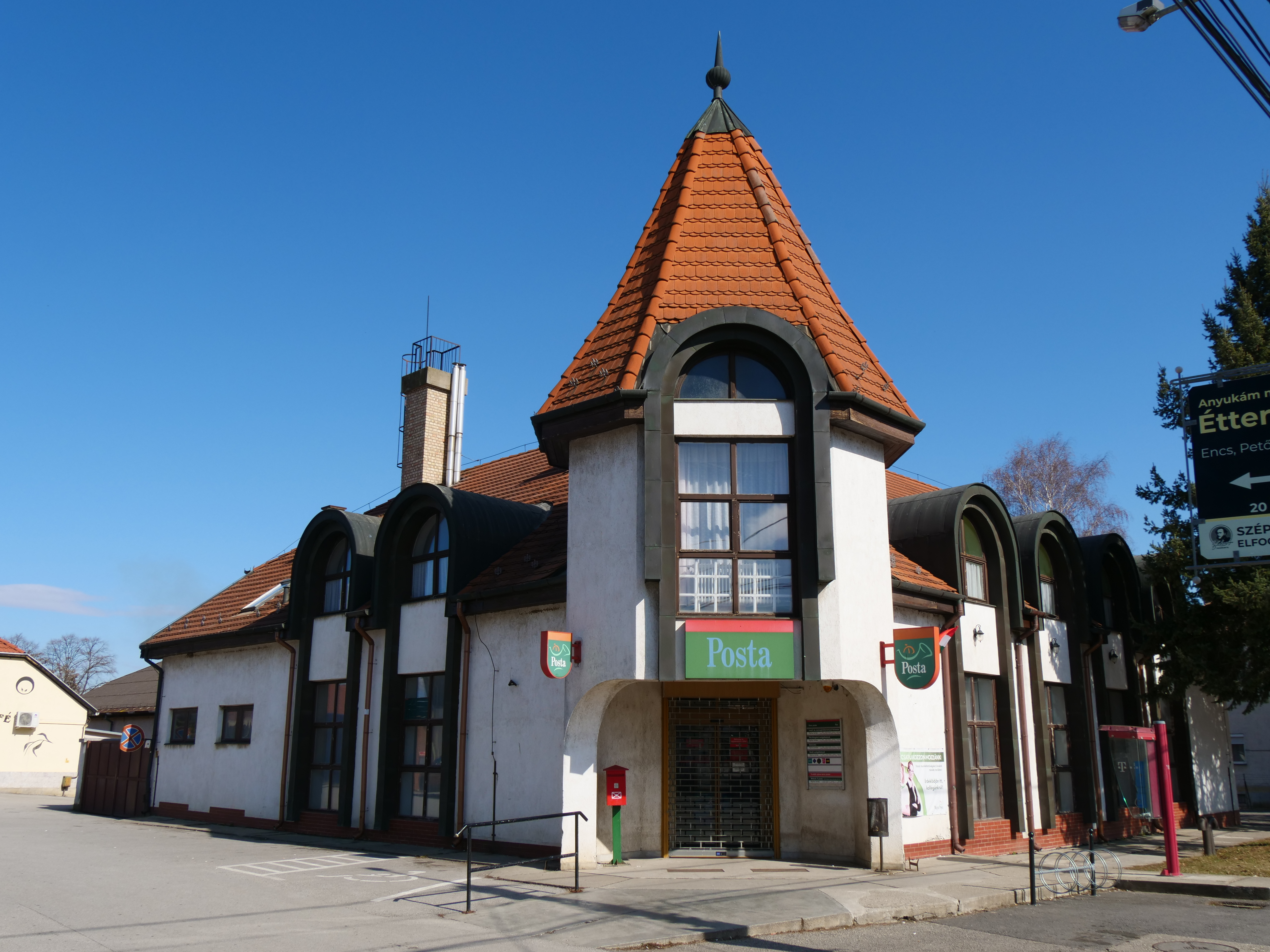
Postahivatal
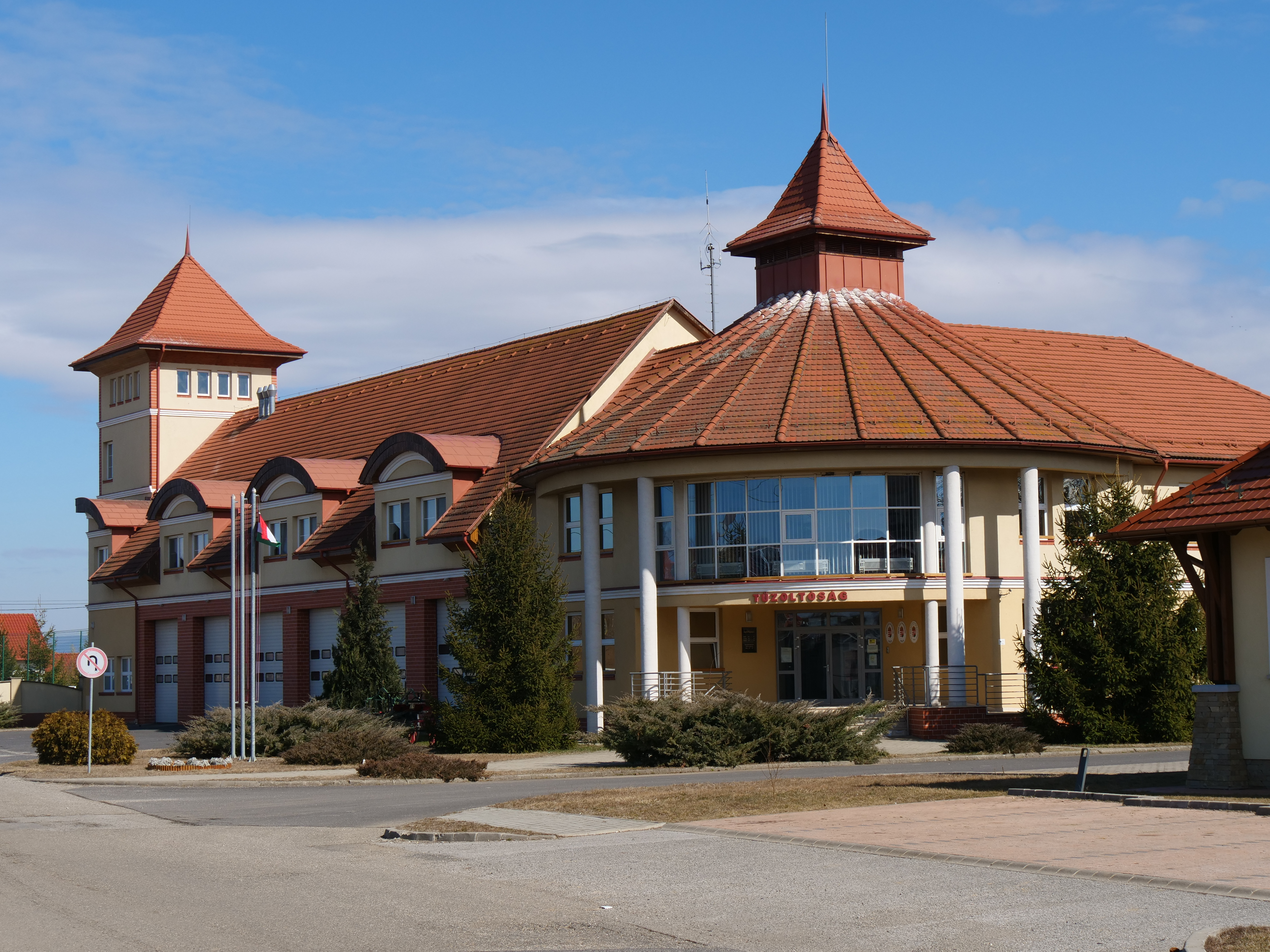
Katasztrófavédelmi Kirendeltség
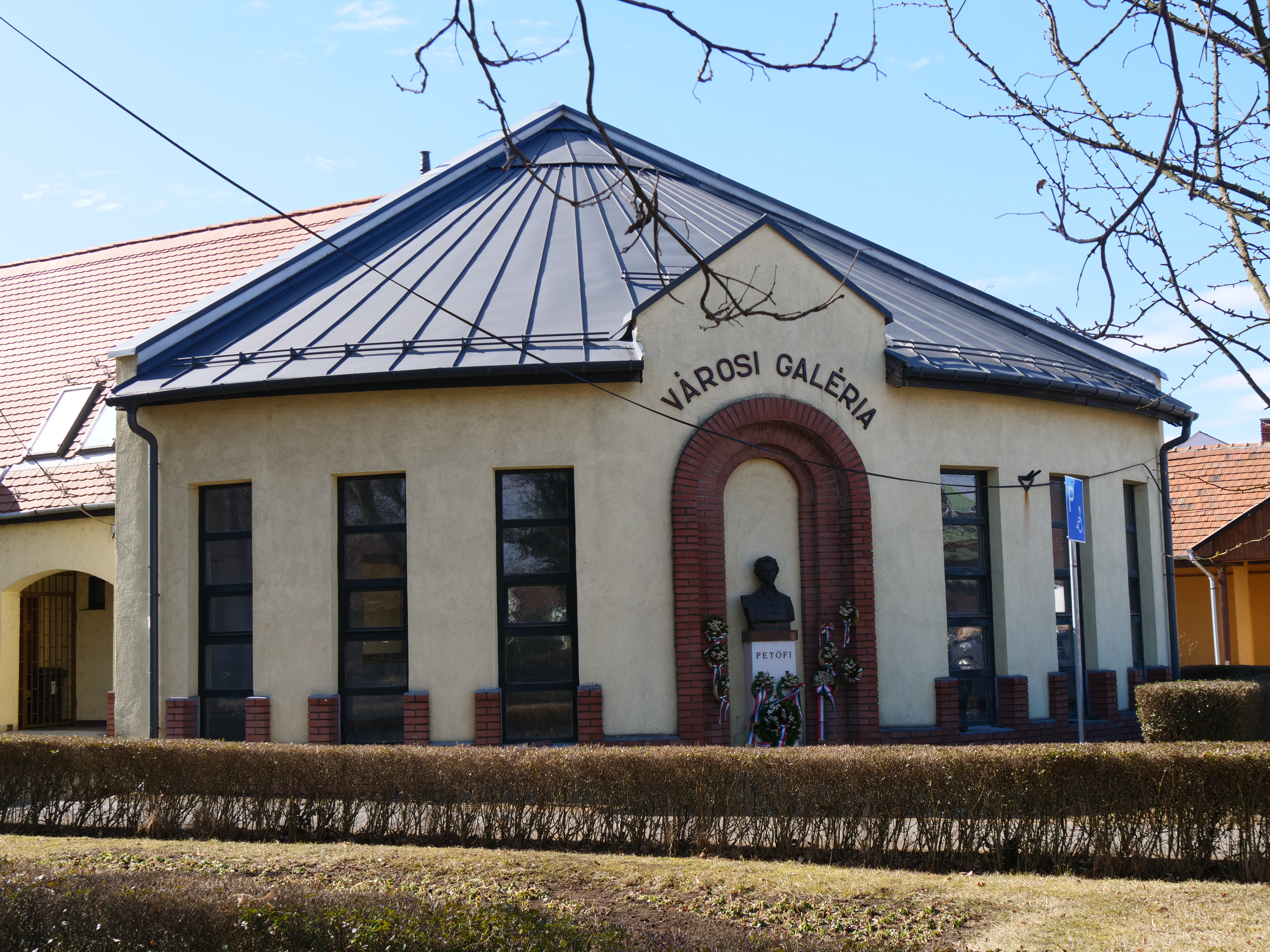
Városi Galéria
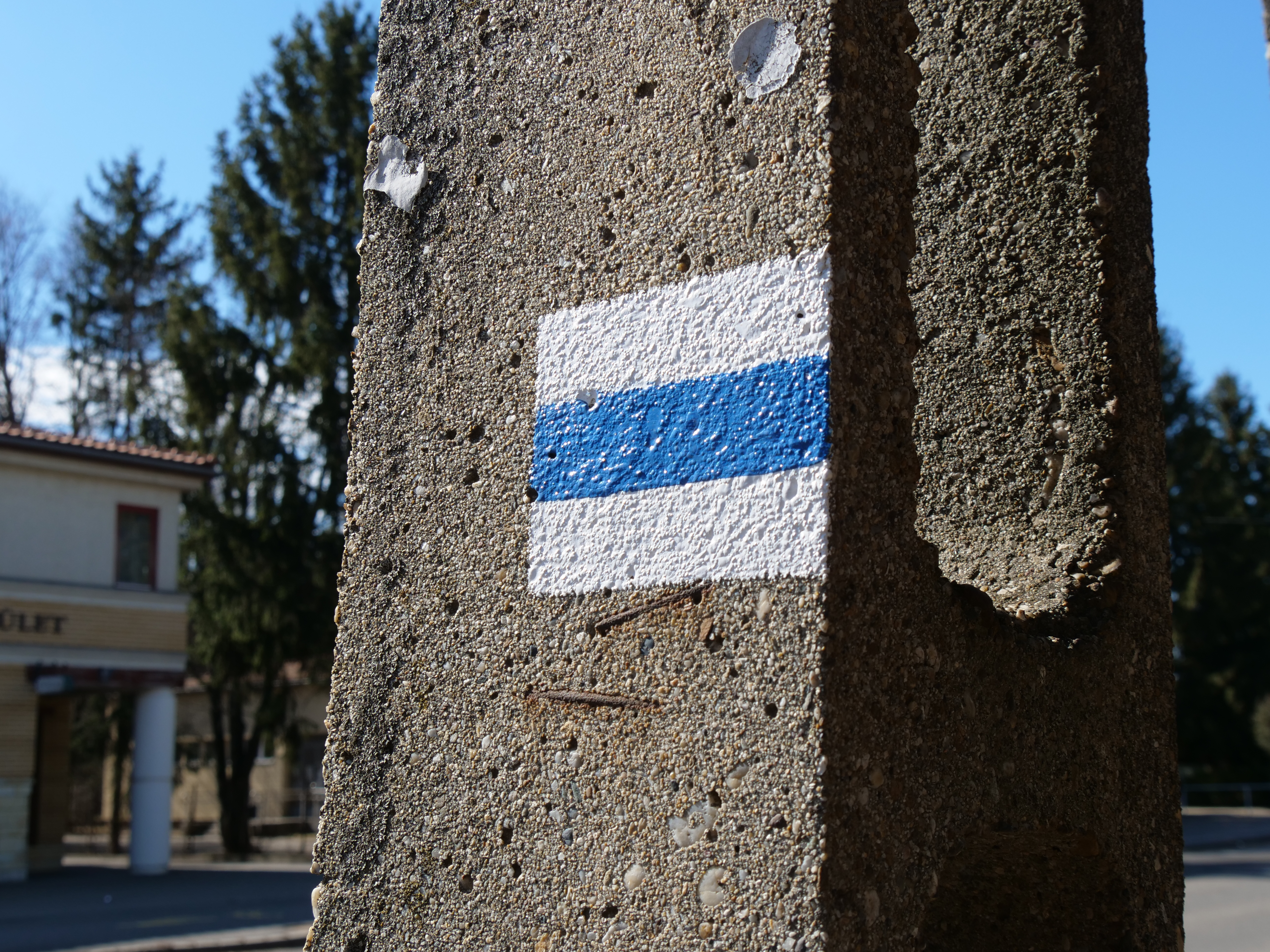
Országos Kéktúra jelzés
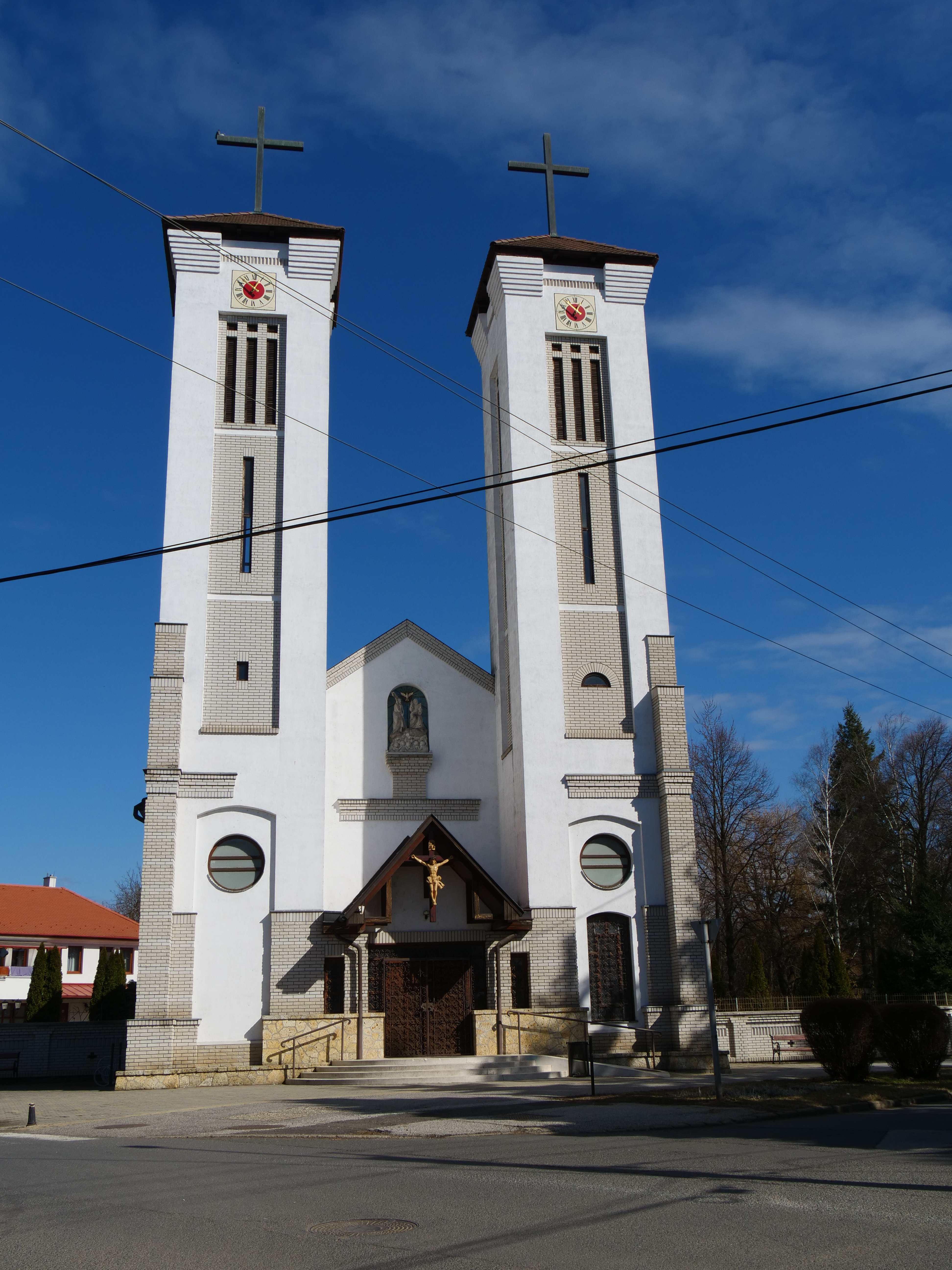
Szent Anna templom
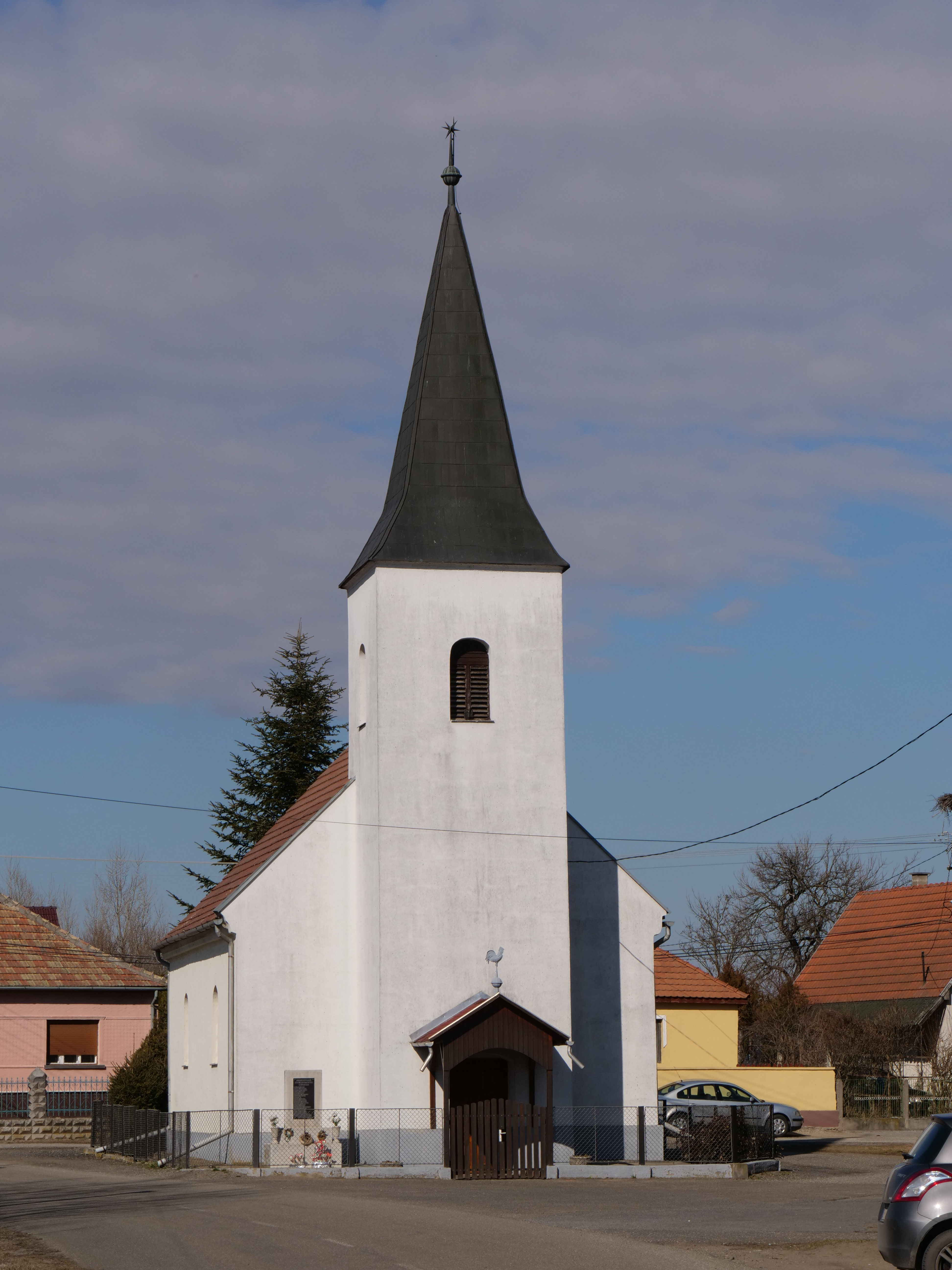
Református templom, Encs-Fügöd
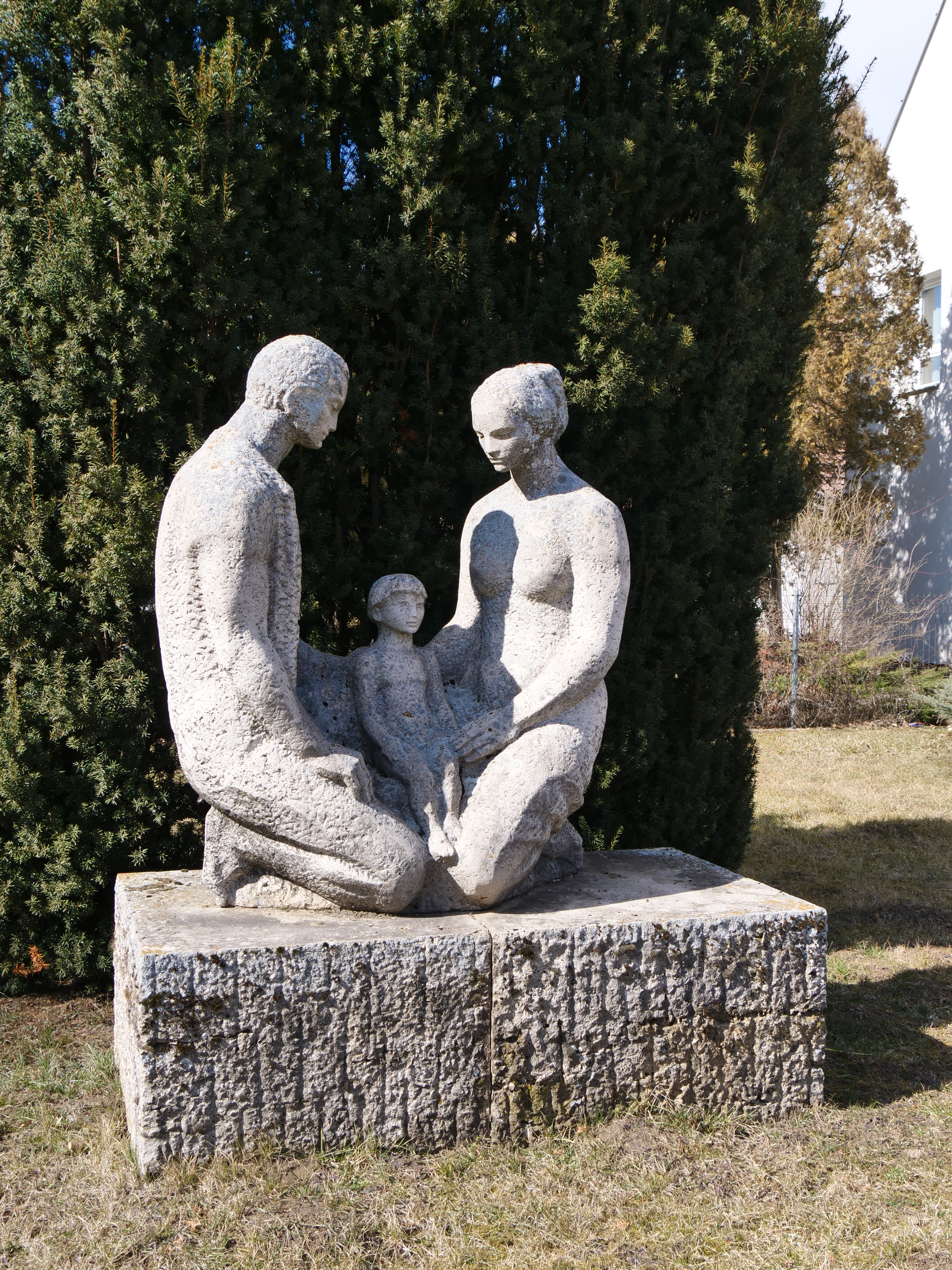
Család
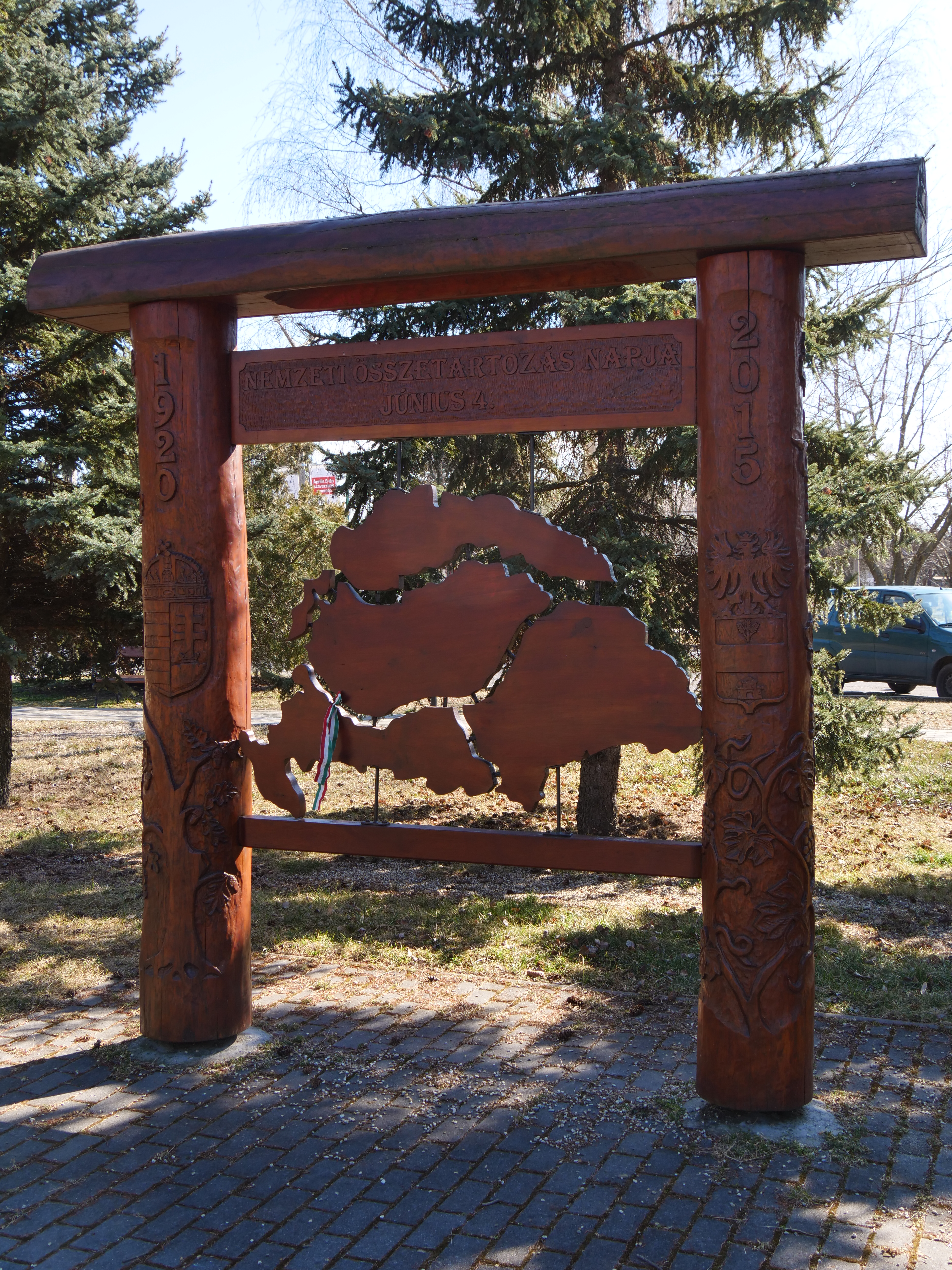
Nemzeti összetartozás napja emlékmű
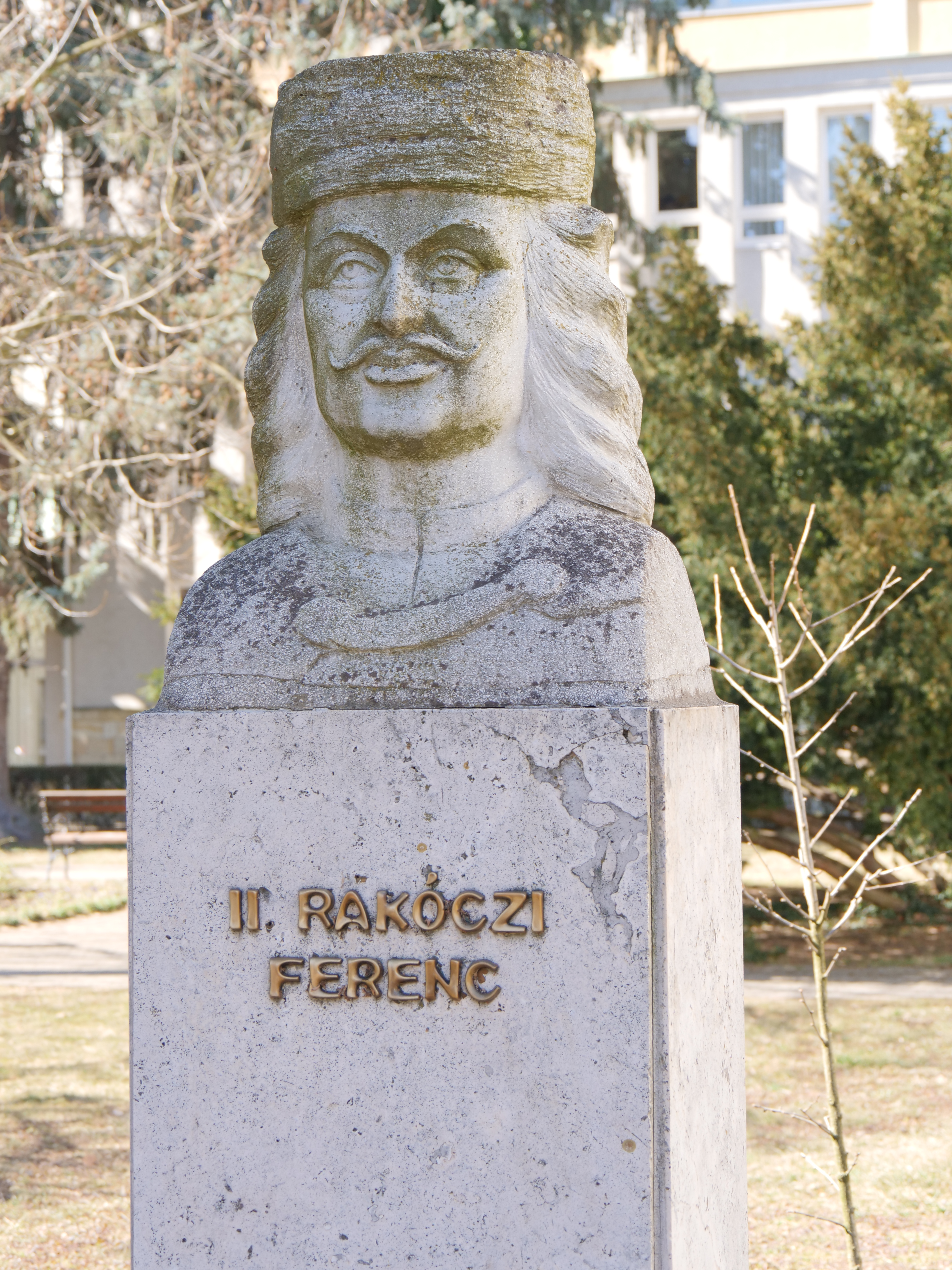
II. Rákóczi Ferenc mellszobra
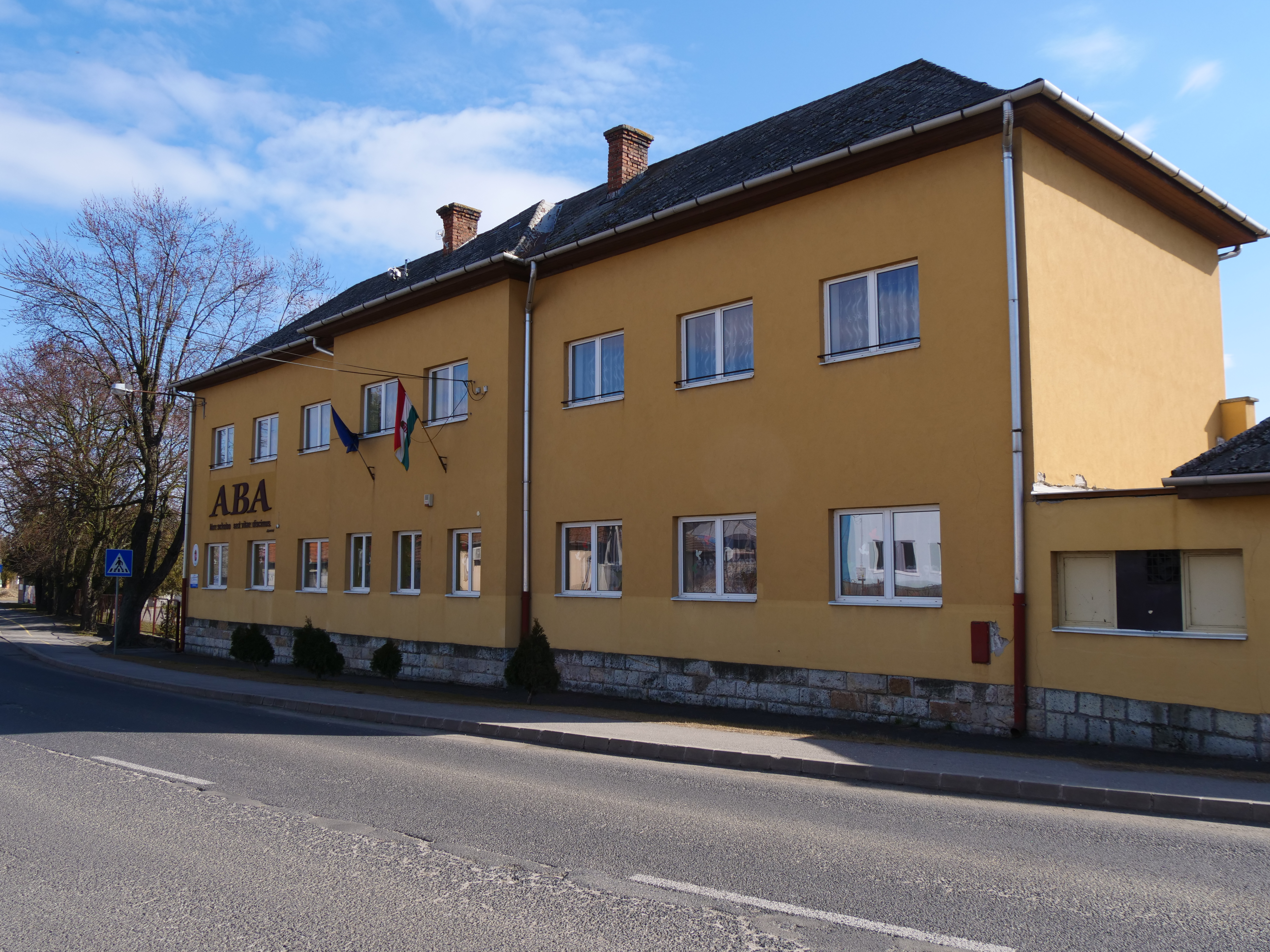
Encsi Aba Sámuel Szakképző Iskola